# نوآ-لین ون لوون
نوآ-لین ون لوون (به انگلیسی: Noa-Lynn van Leuven) (زاده ۲۷ سپتامبر ۱۹۹۶) ورزشکار دارت‌زن‌ هلندی است.
او یک زن ترنس است.